# Christopher Cradock

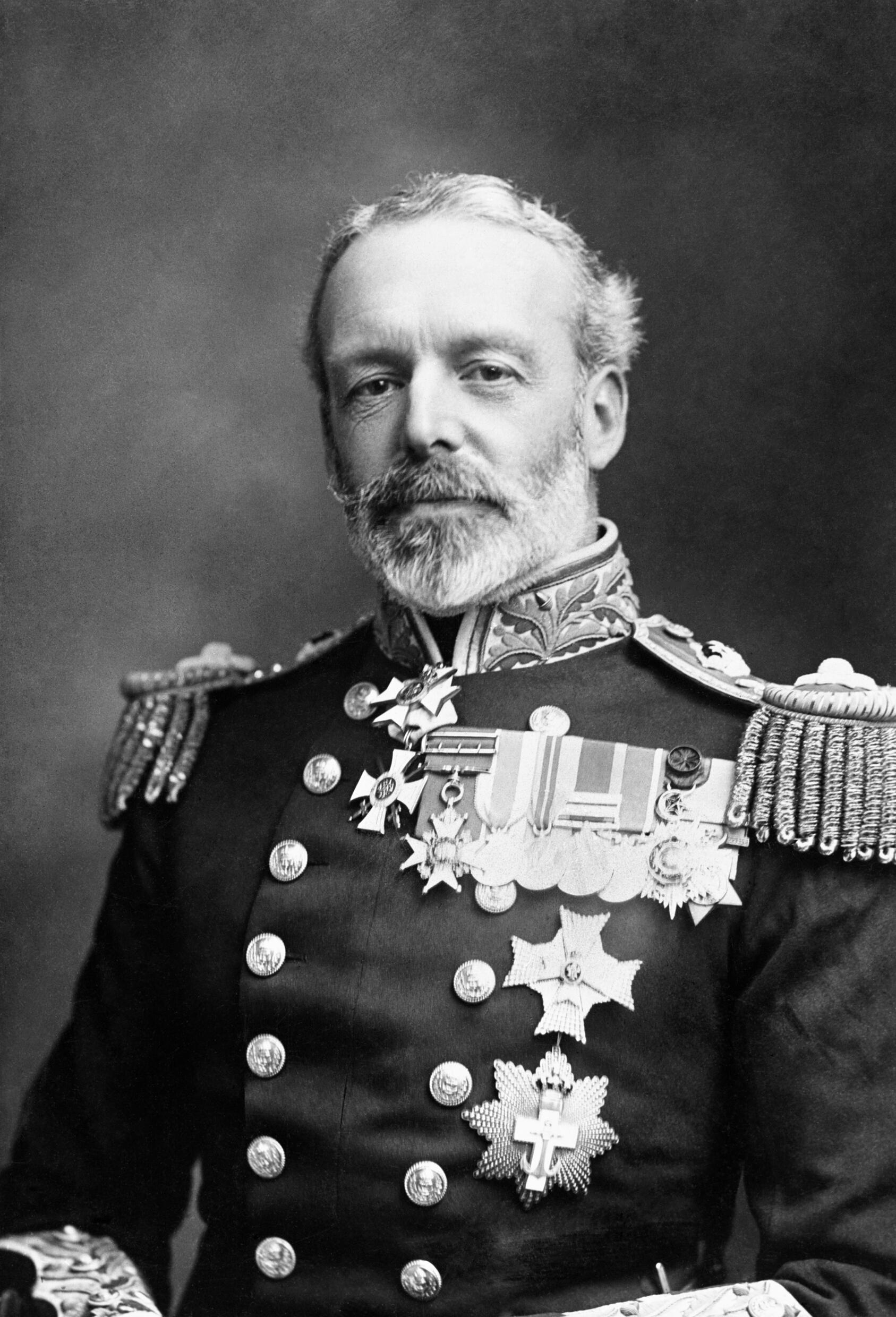
Sir Christopher Cradock

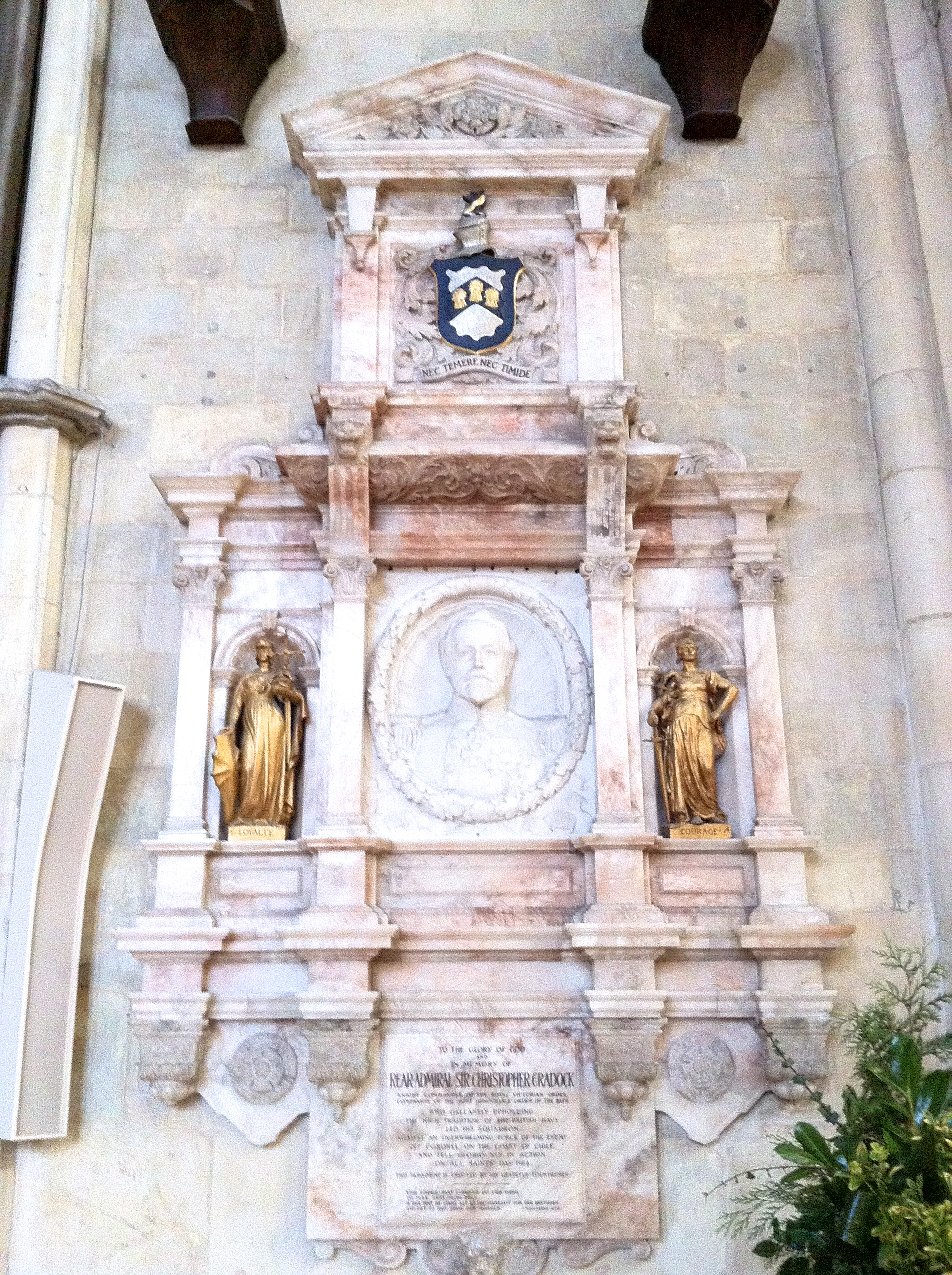
Christopher Cradock Gedenkstätte im Münster von York

Sir Christopher George Francis Maurice Cradock KCVO CB (* 2. Juli 1862 in Hartforth, North Yorkshire, Vereinigtes Königreich; † 1. November 1914 im Pazifischen Ozean vor Coronel, Chile) war ein britischer Marineoffizier, zuletzt Konteradmiral im Ersten Weltkrieg.

## Leben
Cradock trat 1875 in die Royal Navy ein und diente zunächst im Mittelmeer sowie im Roten Meer in verschiedenen Dienststellungen. 1877 zum Midshipman, 1881 zum Sub-Lieutenant, 1885 zum Lieutenant und 1896 zum Commander befördert, erhielt er 1900 sein erstes eigenes Kommando als Kommandant des Kreuzers HMS Alacrity, der im selben Jahr anlässlich des Boxeraufstands nach China verlegt wurde. Dort kommandierte Cradock beim Kampf um die Taku-Forts eine gemischte Einheit aus britischen, deutschen und japanischen Seesoldaten. Für diesen Kampfeinsatz wurde Cradock 1901 zum Captain befördert und vom deutschen Kaiser Wilhelm II. mit dem preußischen Kronenorden ausgezeichnet. Von 1902 bis 1908 wurde er als Kommandant verschiedener Schiffe erneut im Mittelmeer eingesetzt. 1909 wurde er zum Commodore 2nd Class ernannt und war bis 1910 Kasernenkommandant der Marinebasis Portsmouth.
1910 wurde Cradock zum Rear-Admiral befördert und 1912 als Knight Commander des Royal Victorian Order geadelt. 1913 erhielt er das Kommando über die Station der Royal Navy in Nordamerika und der Karibik. Mit Ausbruch des Ersten Weltkriegs übernahm Cradock 1914 das Kommando über das 4. Geschwader der Royal Navy, bestehend u. a. aus mehreren älteren Panzerkreuzern mit dem Auftrag, das deutsche Kreuzergeschwader unter Vizeadmiral Graf Spee zu vernichten.
Cradock fand das deutsche Geschwader im Pazifik vor Chile. Am 1. November 1914 kam es zum Seegefecht bei Coronel. Auf Grund besserer Technik, Ausbildung und Kampferfahrung konnten die deutschen Schiffe das britische Geschwader vernichtend schlagen. Die britischen Panzerkreuzer Good Hope und Monmouth wurden mit der gesamten Besatzung, unter ihnen Konteradmiral Cradock an Bord der Good Hope, versenkt.
Für Sir Christopher Cradock, der nicht verheiratet war, wurde auf einem Platz im Münster von York ein Denkmal errichtet.

## Orden und Ehrenzeichen
- 1892: Mecidiye-Orden, 4. Klasse
- 1892: Khediven-Stern
- 1897: Queen Victoria Diamond Jubilee Medal
- 1901: Preußischer Kronenorden, 2. Klasse, mit Schwertern
- 1902: China War Medal 1900
- 1902: Companion des Order of the Bath
- 1902: King Edward VII Coronation Medal
- 1903: Member des Royal Victorian Order
- 1910: Sea Gallantry Medal
- 1911: King George V Coronation Medal
- 1912: Knight Commander des Royal Victorian Order
- 1914: British War Medal, 1914–15 Star, Victory Medal
- Orden für Verdienste zur See (Spanien), Großkreuz mit weißem Abzeichen

## Cradock als Namensgeber
Zu Ehren des Admirals wurde der Mount Cradock (51° 19′ N, 124° 14′ W) in British Columbia benannt. Ferner ist er seit 1935 Namensgeber für den Cradock Channel in Neuseeland.

## Publikationen
- Sporting Notes in the Far East (1889)
- Wrinkles in Seamanship (1894)
- Whispers From the Fleet. J. Griffin, Portsmouth (1907)